# Бро, Мишель
Мишель Бро (фр. Michel Brault, 25 июня 1928, Монреаль — 21 сентября 2013, Торонто) — канадский кинорежиссёр, оператор, сценарист, продюсер.

## Биография и творчество
В 1960-х был близок к французской новой волне, особенно к Жану Рушу. Развивал принципы прямого кино и эстетику ручной камеры, по-своему трансформируя стилистику синема верите.
Умер от инфаркта по пути на Film North — МКФ в Хантсвилле, где должен был получить премию за жизненное достижение.

## Фильмография

### Режиссёрские работы

#### Художественные фильмы
- Matin (1950, короткометражный)
- Geneviève (1965, короткометражный)
- Между морем и пресноводьем/ Entre la mer et l’eau douce (1967, по собственному сценарию)
- Приказания/ Les ordres (1974, премия Каннского МКФ 1975 за режиссуру, номинация на Золотую пальмовую ветвь)
- Le son des français d’Amérique (1974—1980, телесериал)
- La belle ouvrage (1977—1980, телесериал)
- L’emprise (1988, короткометражный)
- Фиктивная свадьба/ Les noces de papier (1989, телевизионный; номинация на Золотой медведь, премия Гентского МКФ за режиссуру)
- Diogène (1990, короткометражный)
- Монреаль глазами…/ Montréal vu par… (1992, эпизод «La dernière partie», по собственному сценарию)
- Shabbat Shalom! (1992, телевизионный)
- Моя подруга Макс/ Mon amie Max (1994, телевизионный)
- Quand je serai parti… vous vivrez encore (1999, исторический)
- 30 vies (2011, телесериал)

#### Документальные фильмы
- Chèvres (1954, короткометражный, в соавторстве)
- La Mattawin, rivière sauvage (1954, короткометражный, в соавторстве)
- Les raquetteurs (1958, короткометражный, в соавторстве)
- Eye Witness No. 101 (1958, документальный сериал, в соавторстве)
- Схватка/ La lutte (1961, короткометражный, в соавторстве с Клодом Жютра и др.)
- Québec-U.S.A. ou l’invasion pacifique (1962 короткометражный, в соавторстве с Клодом Жютра)
- Дети молчания/ Les enfants du silence (1962, короткометражный)
- Для остального мира/ Pour la suite du monde (1963, в соавторстве; номинация на Золотую пальмовую ветвь Каннского МКФ, Канадская кинопремия, премия МФ документального и короткометражного кино в Бильбао)
- Потерянное время/ Le temps perdu (1964, короткометражный)
- Conflicts (1967, короткометражный)
- Settlement and Conflict (1967, короткометражный)
- Le beau plaisir (1968, короткометражный, в соавторстве)
- Les enfants de Néant (1968, короткометражный)
- Éloge du chiac (1969, короткометражный)
- René Lévesque vous parlez: les 6 milliards (1969, короткометражный)
- L’Acadie l’Acadie?!? (1971, в соавторстве)
- René Lévesque pour le vrai (1973, короткометражный)
- Le bras de levier et la rivière (1973, короткометражный)
- René Lévesque: un vrai chef (1976, короткометражный)
- Les gens de plaisir (1979, короткометражный)
- Il faut continuer (1979, короткометражный)
- Le p’tit Canada (1979, короткометражный)
- A Freedom to Move (1985, короткометражный)
- Campaign 1986 (Short film, 1986, короткометражный)
- Tu m’aimes-tu (1991, видео)
- Ozias Leduc, comme l’espace et le temps (1996, короткометражный)
- La manic (2002, короткометражный)
- Une chanson qui vient de loin (2008, короткометражный; портрет певца Клода Готье)

### Операторские работы
- Хроника одного лета/ Chronique d’un été (1961, Эдгар Морен и Жан Руш)
- Мой дядя Антуан/ Mon Oncle Antoine (1971, Клод Жютра)
- Камураска/ Kamouraska (1973, Клод Жютра по роману Анны Эбер)
- Крутые разборки/ Les Bons débarras (1980, Франсис Манкевич; премия Джини за лучшую операторскую работу)
- Никакой пощады/ No Mercy (1985, Ричард Пирс)
- Ты можешь быть большим… даже если ты маленький/ The Great Land of Small (1987, Войтех Ясны)

## Признание
Премия Молсона (1980). Премия генерал-губернатора (1996). Национальный Орден Квебека (2003). Премия Клода Жютра (2005) и др.